# Lycosoides variegata
Lycosoides variegata là một loài nhện trong họ Agelenidae.
Loài này thuộc chi Lycosoides. Lycosoides variegata được Eugène Simon miêu tả năm 1870.